# Dario Marianelli
Dario Marianelli   (Pisa, 21 de juny de 1963) és un compositor de cinema italià guanyador d'un Oscar per Expiació i nominat per Pride and Prejudice. Malgrat haver nascut a Itàlia i haver estudiat piano i composició a Florència, es desplaça a Londres per acabar els seus estudis l'any 1997 a la National Film and Television School. És a Gran Bretanya i Irlanda on realitza la majoria de la seva carrera professional.

## Biografia
En els primers anys compon sobretot per a l'auditori, el teatre i coreògrafs de dansa contemporanis com Emma Diamond i Henri Oguike. Feia el seu debut al cinema l'any 1994 amb Ailsa per al director irlandès Paddy Breathnach, i rebia una bona acceptació de la crítica per al seu següent treball per a The Warrior, que guanyava el Premi Alexander Korda com el millor film britànic en els Premis BAFTA del 2002.
Continua forjant-se un nom en totes les àrees del món de la música clàssica, que ha completat últimament amb una comanda per la Royal Shakespeare Company, i enregistrant la seva primera simfonia original titulada The Art of Road Crossing.
Els anys 2005 i 2006 foren els de l'esclat internacional amb la composició de les bandes sonores de la pel·lícula fantàstica The Brothers Grimm, el drama d'època Pride & Prejudice (per al qual rebia la seva primera nominació a l'Oscar), i el thriller d'acció V de Vendetta. El 2007 guanya un Oscar per Expiació.
El dos van col·laborar un altre cop a The Soloist (2009), després Marianelli posaria música a pel·lícules com at Pray Love (2010), Salmon Fishing in Yemen de Lasse Hallström (2011), i la versió de 2011 de Jane Eyre, protagonitzada per Mia Wasikowska. El 2013, va guanyar la seva tercera nominació a l' Oscar per Anna Karenina (2012).
Segueix amb la pel·lícula d'animació The Boxtrolls (2014), l'aventura biogràfica Everest (2015), i la seva cinquena pel·lícula amb Joe Wright, Darkest Hour (2017) sobre Winston Churchill. Marianelli després fa Paddington 2, estrenada el gener de 2018.

## Filmografia
- Ailsa  (1994)
- Models Required (1994)
- I Went Down  (1997)
- The Sheep Thief (1997)
- Southpaw: The Francis Barrett Story  (1999)
- The Funeral of the Last Gypsy King  (1999)
- Preserve  (1999, televisió)
- Pandaemonium  (2000)
- Being Considered  (2000)
- The Warrior  (2001)
- In This World  (2002)
- Blood Strangers  (2002, televisió)
- The Visitor (2002)
- Cheeky  (2003)
- The Bypass (2003)
- September  (2003)
- This Little Life  (2003, V)
- El castell somiat (I capture the Castle) (2003)
- Passer By (2004, televisió)
- V de Vendetta (2005)
- Opal Dream (2005)
- Sauf le respect que je vous dois  (2005)
- Pride & Prejudice (2005)
- Matar a gossos (2005)
- El secret dels germans Grimm (The Brothers Grimm) (2005)
- The Return (2006)
- Expiació (2007)
- The Brave One (2007)
- The Soloist (2009)
- Everybody's Fine (2009)
- Agora (2009)
- Menja, resa, estima (2010)
- Salmon Fishing in the Yemen (2011)
- Jane Eyre (2011)
- El quartet (2012)
- Anna Karenina (2012)
- Hummingbird (2013)
- Third Person (2013)
- A Long Way Down (2014)
- The Boxtrolls (2014)
- Everest (2015)
- Wild Card (2015)
- Kubo and the Two Strings (2016)
- Darkest Hour (2017)
- Paddington 2 (2017)
- Nome di donna (2018)
- Bumblebee (2018)
- Pinotxo (Pinocchio) (2019)